# ثنائي إيثيل ستيلبوستيرول
ثنائي إيثيل ستيلبوستيرول (بالإنجليزية: Diethylstilbestrol)‏ وهو دواء إستروجيني غير ستيرويدي نادر الاستخدام حاليًا. شاع استخدام هذا الدواء في الماضي لاستطبابات عديدة شملت تثبيت الحمل عند النساء اللواتي عانين من إسقاطات متكررة والعلاج الهروموني لأعراض سن اليأس وعوز الإستروجين وعلاج سرطان البروستات عند الذكور وسرطان الثدي عند النساء وغيرها. بحلول عام 2007 اقتصر استخدام ثنائي إيثيل ستيلبوستيرول على علاج سرطانات البروستات والثدي.
في عام 2011، لاحظ هوفر وزملاؤه ترافق استخدام الدواء مع اضطرابات صحية مثل العقم والإسقاط والحمل الهاجر وما قبل الإرجاج والولادة الباكرة والإملاص (ولادة جنين ميت) وموت الرضيع وبلوغ سن اليأس قبل سن الخامسة والأربعين إضافةً إلى سرطانات الثدي وعنق الرحم والمهبل. يؤخذ الدواء عادةً عبر الفم، لكن تتوفر منه أشكال موضعية أو مهبلية أو قابلة للحقن.
يُعد ثنائي إيثيل ستيلبوستيرول إستروجينًا أو ناهضًا لمستقبلات الإستروجين التي تمثل الهدف الحيوي للإستروجينات مثل الإستراديول، وهو إستروجين صنعي غير ستيرويدي من مجموعة ستيلبيسترول يمتاز عن الإستروجين الطبيعي (الإستراديول) في نواح عدة، إذ يزيد توافره الحيوي عند أخذه بالطريق الفموي عن الإستروجين الطبيعي، وهو أعصى على الاستقلاب، ويبدي تأثيرًا أقوى نسبيًا على بعض أجزاء الجسم مثل الكبد والرحم. تؤدي هذه الاختلافات إلى ارتفاع خطر الجلطات الدموية والاضطرابات القلبية الوعائية وبعض التأثيرات الجانبية الأخرى.
اكتشف هذا الدواء عام 1938، ودخل الاستخدام السريري عام 1939، وترافق استخدامه لدى الحوامل بين عامي 1940 و1971 مع الاعتقاد الخاطئ بإنقاصه خطر اختلاطات الحمل والإسقاط. في عام 1971، اكتشف أنه يسبب سرطانة الخلايا الصافية (وهو ورم مهبلي نادر) لدى الفتيات والنساء اللواتي تعرضن للدواء ضمن الرحم، ونتيجة ذلك، سحبت إدارة الغذاء والدواء الأمريكية ترخيص استخدام الستيلبوستيرول للعلاج لدى الحوامل. أشارت دراسات تالية إلى أن الدواء قد يسبب اختلاطات دوائية خطيرةً خلال حياة الأفراد المعرضين له.
يوصي المعهد الوطني للسرطان النساء المولودات لأمهات تناولن الدواء بالخضوع لفحوص طبية منتظمة خاصة بحثًا عن اختلاطات ناجمة عن استخدامه. يشار إلى الأفراد المعرضين للدواء خلال المرحلة الجنينية «بوليدات الستيلبستيرول» و«أولاد الستيلبستيرول». توقف استخدام الدواء منذ اكتشاف تأثيراته السامة وخرج من التسويق.

## الاستخدامات الدوائية
استخدم الستيلبوستيرول في الماضي للاستطبابات التالية:
- الإسقاطات المتكررة في الحمل.
- العلاج الهرموني في سن اليأس لتدبير أعراض الضهي مثل الهبات الساخنة والتهاب المهبل الضموري.
- العلاج الهرموني لنقص الإستروجين (خلل تكون الغدد التناسلية وفشل المبيض المبكر وبعد استئصال المبيض).
- تثبيط الرضاعة التالي للولادة للوقاية من احتقان الثدي أو معاكسته.
- التهاب المهبل الضموري (توقف استخدامه بعد ظهور البنسلينات).
- سرطانات البروستات والثدي.
- الوقاية من طول القامة لدى الفتيات المراهقات الطويلات.
- علاج حب الشباب لدى الفتيات والنساء.
- منع الحمل الإسعافي.
- وسيلة للإخصاء الكيميائي في حالات فرط النشاط الجنسي والشذوذ الجنسي لدى الرجال ومرتكبي الجرائم الجنسية.
- الوقاية من هبات التستوستيرون في بداية العلاج بناهض هرمون تحرير موجهات الغدد التناسلية (ناهض جي إن آر إتش).
- التأنيث بالعلاج الهرموني للإناث المتحولات جنسيًا.[9]

استخدم الدواء بجرعات تتراوح بين 0.2 - 0.5 مغ يوميًا في العلاج الهرموني لسن اليأس. ما يزال الاهتمام باستخدام الستيلبوستيرول لعلاج سرطان البروستات قائمًا حتى اليوم، لكن استخدام الإستروجينات الحقنية مثل فوسفات عديد الإستراديول طغى على أشكالها الفموية مثل الستيلبوستيرول بسبب انخفاض خطورتها السمية القلبية الوعائية مقارنةً بالأخيرة.